# Olga Lopes-Seale
Olga Lopes-Seale, född 26 december 1918 i Brittiska Guyana, död 4 februari 2011 i Bridgetown, var en guyansk-barbadisk radiopersonlighet och sångerska.
I dåvarande Brittiska Guyana var hon en känd radiopersonlighet, "Auntie Olga", på Radio Demerara, innan hon år 1963 flyttade till maken Dick Seales hemland Barbados som då fortfarande var en brittisk koloni, liksom Guyana. Väl där anställdes hon av landets på den tiden enda radiostation, Barbados Rediffusion. Hon fick bland annat rapportera från olika prisutdelningsceremonier och från firandet av Barbados självständighet.
Som sångerska var Lopes-Seale känd redan under 1940- och 1950-talen, då det förekom jämförelser till Vera Lynn. Lopes-Seales version av låten If I can help somebody blev populär och förknippades under åren starkt med hennes välgörenhetsarbete, då hon deltog i penninginsamlingar för att hjälpa bland andra barbadiska åldringar. Hon skrev även dikter och tidningskolumner. År 1961 blev hon medlem av Brittiska Imperieorden av graden MBE.
Lopes-Seale avled 2011 på sjukhuset Queen Elizabeth Hospital där hon hade vistats i några veckor efter att ha brutit höften.